# Мустін (Шлезвіг-Гольштейн)
Мустін (нім. Mustin) — громада в Німеччині, розташована в землі Шлезвіг-Гольштейн. Входить до складу району Герцогство Лауенбург. Складова частина об'єднання громад Лауенбургіше-Зен.
Площа — 11,88 км2. Населення становить 700 ос. (станом на 31 грудня 2020).

## Галерея

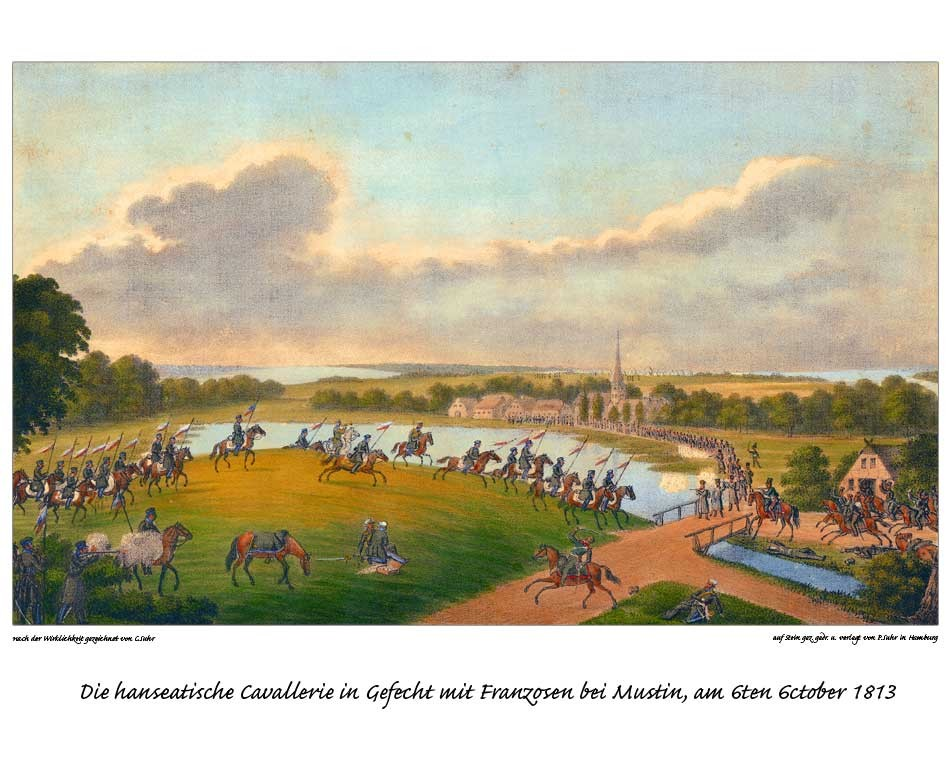